# Unbelievable (canción de Mark Medlock)
«Unbelievable» (en español: «Increíble») es el primer sencillo del álbum Dreamcatcher del cantante alemán Mark Medlock y fue lanzado el 25 de octubre de 2007. La canción es interpretada a dúo con el también alemán Dieter Bohlen, quien además produjo, compuso y arregló la canción.

## Sencillos
Sencillo en CD Columbia 88697 185232, 25 de octubre de 2007
1. «Unbelievable» (Original Versión) - 3:54
2. «Unbelievable» (Orchester Version) - 3:54

Maxisencillo Columbia 88697 185222, 25 de octubre de 2007
1. «Unbelievable» (Original Versión) - 3:54
2. «Unbelievable» (Orchester Version) - 3:54
3. «Unbelievable» (Sunshine Mix) - 3:38
4. «Unbelievable» (Karaoke Mix) - 3:54
5. «Will This Dream Survive» - 4:11

## Posicionamiento
| Listas (2007) | Máxima posición |
| ------------- | --------------- |
| Alemania      | 4               |
| Austria       | 19              |
| Suiza         | 27              |

## Créditos
- Letra y música - Dieter Bohlen
- Arreglos - Dieter Bohlen
- Producción - Dieter Bohlen
- Coproducción - Jeo
- Dirección de arte - Ronald Reinsberg
- Fotografía - Nikolaj Georgiew
- Publicación - Blue Obsession OHG / Arabella Musikverlag GmbH
- Mezcla - Jeo@Jeopark
- Programación - Lalo Titenkov